# Futebol Clube do Porto
Il Futebol Clube do Porto (futɨˈβɔl ˈkluβ(ɨ) ðu ˈpoɾtu), noto semplicemente come Porto, è una società polisportiva portoghese di Porto, nota soprattutto per la sua sezione calcistica. Fu fondata il 28 settembre 1893 da António Nicolau de Almeida e milita nella massima divisione del campionato portoghese. Il club è quotato all'Euronext.
Dal 2003 la squadra gioca le partite casalinghe allo stadio do Dragão, dopo che per 51 anni aveva giocato allo stadio das Antas. Insieme allo Sporting Lisbona e al Benfica, il Porto compone il novero delle "tre grandi" del calcio portoghese.
In ambito nazionale ha vinto 79 trofei (seconda squadra più titolata, dopo il Benfica) e in ambito internazionale, dove risulta la squadra portoghese più titolata, 7 trofei. Si è aggiudicato 30 titoli di Primeira Liga (di cui 5 consecutivi dal 1994-1995 al 1998-1999, un record per il Portogallo), 4 titoli di Campeonato de Portugal, 20 coppe nazionali, 24 Supercoppe del Portogallo (record) e una Coppa di Lega portoghese. È inoltre la sola squadra portoghese ad essere riuscita a vincere il campionato di massima divisione senza subire sconfitte, primato stabilito nel 2010-2011 e ribadito nel 2012-2013. Nel 2010-2011 ha anche stabilito la maggiore differenza di punti con la seconda classificata nella storia del campionato portoghese da quando sono assegnati tre punti per una partita vinta (21 punti di distacco).
In ambito internazionale è la squadra portoghese più titolata, avendo vinto 2 Coppe dei Campioni/Champions League (1986-1987 e 2003-2004), 2 Coppe UEFA/Europa League (2002-2003 e 2010-2011), una Supercoppa europea (1987) e 2 Coppe intercontinentali (1987 e 2004). È stata la prima squadra a ottenere il triplete internazionale vincendo la Coppa dei Campioni (1986-87), la Coppa Intercontinentale (1987) e la Supercoppa UEFA (1987) e la seconda, dopo il Liverpool nel 1976-1977, a vincere la Champions League nella stagione successiva alla stagione della vittoria della Coppa UEFA. È, inoltre, una delle quindici squadre europee (unica portoghese) ad avere disputato almeno una finale delle tre principali competizioni europee UEFA disputate fino al 2020-2021 (Coppa dei Campioni/Champions League, Coppa delle Coppe, Coppa UEFA/Europa League).
È l'unico club portoghese ad aver vinto titolo nazionale, coppa nazionale e una coppa europea nella stessa stagione (nel 2002-2003 e nel 2010-2011).
I tifosi e i giocatori del Porto sono spesso soprannominati dragões (draghi), anche se è diffuso il nomignolo Andrades, dal cognome della famiglia che sponsorizzò il club per alcuni anni. Dagli anni ottanta, però, questo soprannome sembra aver acquisito una connotazione dispregiativa.
Il rivale per eccellenza del Porto è il Benfica di Lisbona, con cui gioca la partita detta O Clássico; un'altra contrapposizione è quella con i concittadini del Boavista.

## Storia

### Primo trentennio (1893-1921)

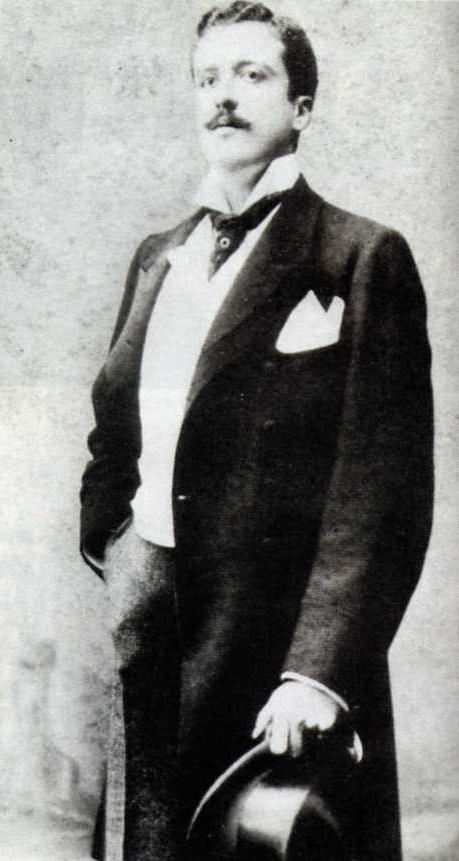
António Nicolau de Almeida, fondatore del club

Il club fu fondato con il nome di Foot-Ball Club do Porto il 28 settembre 1893 da António Nicolau de Almeida, commerciante di vini e appassionato sportivo, che rimase affascinato dal football durante i suoi viaggi in Inghilterra. Giocò le sue prime partite contro altri club portoghesi, tra cui una contro il Foot-Ball Club Lisbonense il 2 marzo 1894, alla presenza del re Carlo I e della regina Amelia d'Orléans, che si recò a Porto per assistere la partita e consegnare un trofeo alla squadra vincente.
A causa di pressioni familiari, l'interesse di Almeida verso il club si spense e il Porto rimase abbandonato fino a quando José Monteiro da Costa, completati gli studi in Inghilterra, tornò a Porto e risollevò il club. Egli decise, di concerto con alcuni soci, di ripristinare la pratica del calcio in città e il 2 agosto 1906 il club risorse ufficialmente, con la nomina di Monteiro da Costa a presidente. Il calcio era lo sport principale del sodalizio, ma sorsero anche squadre di ginnastica, sollevamento pesi, wrestling, atletica e nuoto. Poco dopo il Porto prese in locazione il suo primo stadio e nominò allenatore il francese Adolphe Cassaigne, che sarebbe rimasto al Porto sino al 1925.
Il 15 dicembre 1907 il Porto giocò la sua prima partita contro una squadra estera, il club spagnolo del Real Fortuna. Nel mese successivo disputò la sua prima partita all'estero, andando a giocare in casa del Real Fortuna. Nel 1912 vinse la prima edizione della Taça José Monteiro da Costa, aggiudicandosi così il suo primo titolo, e collaborò con il Leixões per fondare la federazione calcistica del Portogallo, che cominciò ad organizzare il campionato regionale l'anno dopo. Il Porto concluse la sua prima stagione al secondo posto dietro i concittadini del Boavista e nella stagione seguente vinse il suo primo campionato regionale. Alla fine della stagione 1920-1921 il Porto aveva vinto sei campionati regionali in sette anni e tre Taça José Monteiro da Costa consecutive (dal 1914 al 1916).

### I primi titoli nazionali (1921-1948)
Nel 1921-1922 si tenne la prima edizione del Campeonato de Portugal, torneo antesignano della Coppa del Portogallo. Era un torneo a turni di eliminazione diretta che metteva in palio il titolo di campione del Portogallo. Dopo aver vinto il suo quarto titolo regionale consecutivo, il Porto sconfisse lo Sporting e si aggiudicò la prima edizione del Campeonato de Portugal, divenendo il primo campione nazionale della storia del Portogallo. Vinse poi solo tre (1925, 1932, 1937) delle successive sedici edizioni del campionato nazionale, malgrado continuasse a essere la squadra egemone del campionato regionale. Nel 1933-1934 il club fu escluso dal Campeonato de Portugal dalla federcalcio nazionale dopo essersi rifiutato di concedere i giocatori a squadre regionali di Lisbona.
Negli anni successivi il Porto divenne una delle società più importanti del Portogallo. Vinse i primi due campionati portoghesi, ufficialmente riconosciuti dalla federazione.
L'anno seguente fu istituito un secondo torneo a carattere nazionale, il Campeonato da Primeira Liga o semplicemente Primeira Liga allo scopo di migliorare la competitività del calcio portoghese. In qualità di campione regionale si qualificò per il nuovo torneo, la cui formula prevedeva un girone all'italiana "tutti contro tutti", come i moderni campionati. Il Porto vinse la prima edizione del campionato portoghese con 10 vittorie in 14 partite. Nel 1938-1939 la Primeira Liga divenne ufficialmente il campionato portoghese e cambiò nome in Campeonato Nacional da Primeira Divisão, semplicemente Primeira Divisão, sostituendo il Campeonato de Portugal, che fu trasformato nella Taça de Portugal, la coppa nazionale.
Il Porto vinse la prima edizione del nuovo campionato e difese con successo il titolo l'anno seguente, seppur in modo sofferto. Non riuscì ad aggiudicarsi il terzo alloro consecutivo e l'anno dopo, nel 1941-1942, andò vicino alla retrocessione dalla Primeira Divisão. Nel 1946-1947 tornò tra i primi tre posti.
Nel 1948 il Porto batté l'Arsenal, campione d'Inghilterra in carica, per 3-2 in amichevole. I soci regalarono al club un grande trofeo del peso di 250 kg fatto di argento e di legno, l'Arsenal Cup.

### Digiuno e ritorno al successo (1948-1958)
Dopo un'astinenza di 16 anni, nel 1955-1956 il Porto rivinse il titolo nazionale grazie agli scontri diretti favorevoli nei confronti del Benfica, secondo classificato. Qualche giorno dopo il Porto batté la Torreense e si aggiudicò la sua prima Taça de Portugal, ottenendo il double.
In qualità di campione portoghese, il Porto esordì nelle coppe europee nella Coppa dei Campioni 1956-1957, dove uscì al turno preliminare contro i campioni spagnoli dell'Athletic Bilbao, vittoriosi sia all'andata che al ritorno. Un anno dopo la squadra si aggiudicò la seconda Taça de Portugal della sua storia battendo per 1-0 in finale il Benfica. Nella finale della stagione seguente le squadre si incrociarono di nuovo, ma stavolta vinse il Benfica, negando ai rivali il secondo double visto che i portesi avevano vinto tre mesi prima il campionato 1958-1959.

### Ventennio di digiuno (1958-1977)
Fino all'inizio degli anni ottanta a questi successi sarebbero seguiti soltanto quattro altri titoli. Poco dopo, infatti, il club entrò nel ventennio più buio della propria storia, riuscendo a vincere solo la Coppa di Portogallo 1967-1968, sotto la guida del tecnico José Maria Pedroto, ex calciatore del club.
In questi anni il Porto fece registrare il peggiore piazzamento di sempre in campionato, il 9º posto del 1969-1970, mentre i migliori risultati furono sei secondi posti, di cui quattro consecutivi (dal 1961-1962 al 1964-1965). Nelle coppe europee il Porto ottenne come massimo risultato il terzo turno raggiunto nella prima edizione della Coppa delle Fiere e nella Coppa delle Coppe.
Il 16 dicembre 1973, durante la partita di campionato contro il Vitória Setúbal la squadra fu colpita da una tragedia: il capitano del Porto Pavão, 26 anni, perse i sensi durante la partita e morì poco dopo in ospedale.
Nel gennaio 1974 fu presentato il nuovo acquisto Teófilo Cubillas, nazionale peruviano che divenne uno dei giocatori più illustri nella storia del club portoghese, segnando 65 gol in 108 partite.

### Affermazione internazionale (1977-1988)
Con il ritorno dell'allenatore Pedroto, nella stagione 1976-1977 il Porto inaugurò un nuovo capitolo della propria storia. Il nuovo tecnico dapprima ripeté il successo del 1967-1968, vincendo la Coppa di Portogallo 1976-1977, la quarta per il club, poi nella stagione seguente riportò a Porto il titolo nazionale, a 19 anni di distanza dall'ultima vittoria del campionato.
In ambito europeo il Porto raggiunse i quarti di finale della Coppa delle Coppe 1977-1978, eliminando negli ottavi il Manchester Utd prima di essere eliminato dall'Anderlecht, ma nella Coppa dei Campioni 1978-1979 patì la più larga sconfitta della propria storia nelle coppe europee (6-1) nell'andata dei sedicesimi di finale contro l'AEK Atene, non riuscendo poi a ribaltare l'esito della sfida nel ritorno (malgrado una vittoria per 4-1). La stagione 1978-1979 si concluse con un calo di rendimento che fece svanire le ambizioni di vincere il titolo e portò a contrasti tra lo staff tecnico e il presidente Américo de Sá, che si risolsero con le dimissioni di Pedroto e l'arrivo al suo posto di Hermann Stessl.
Il periodo a cavallo tra gli anni '70 e la metà degli anni '80 vide il Porto raggiungere per ben sei volte in otto anni la finale di Coppa di Portogallo, da cui uscì vincitore nel 1984 e sconfitto nel 1978, 1980, 1981, 1983 e 1985. Nel dicembre 1981 il Porto batté il Benfica nell'edizione inaugurale della Supercoppa di Portogallo.
Nel 1982 Pinto da Costa, che nel 1980 si era dimesso da direttore sportivo come gesto di solidarietà nei confronti dell'esonerato Pedroto, assunse il controllo del Porto. Nel decennio seguente il Porto avrebbe smesso i panni della terza portoghese, per poi diventare la squadra portoghese più vincente dei decenni a venire.
Nell'aprile 1982 Pedroto tornò sulla panchina della squadra. Il Porto era stato eliminato a marzo dai quarti di finale della Coppa delle Coppe dallo Standard Liegi, poi finalista perdente. Quando Pinto da Costa diventò presidente il Porto era l'unica delle "tre grandi" portoghesi a non aver mai vinto un trofeo europeo, ma la situazione mutò rapidamente. La prima finale europea fu quella contro la Juventus di Michel Platini nella Coppa delle Coppe 1983-1984, ma il Porto, allenato da António Morais, subentrato a Pedroto (dimessosi per motivi di salute), fu sconfitto al St. Jakob Stadium di Basilea (2-1). Quell'anno il Porto vinse coppa (4-1 in finale al Rio Ave) e supercoppa nazionali, ma perse il titolo, che andò al Benfica.
Il successore di Pedroto, l'allievo Artur Jorge, guidò il Porto alla vittoria della Primeira Divisão, la prima dopo sei anni, nel 1984-1985, annata in cui il Porto fu sconfitto dal Benfica nella finale di Coppa del Portogallo. Fernando Gomes vinse nuovamente la Scarpa d'oro come migliore goleador dei campionati europei, ripetendo il successo del 1983. Jorge riuscì ad aggiudicarsi il titolo portoghese anche nel 1985-1986, qualificando così la squadra per la Coppa dei Campioni.
La squadra iniziò il cammino nella Coppa dei Campioni 1986-1987 stabilendo la propria vittoria più larga nella storia del torneo grazie al successi per 9-0 i maltesi del Rabat Ajax, poi battuti di misura anche nella partita di ritorno. La compagine di Jorge eliminò poi Vítkovice, Brøndby e Dinamo Kiev, approdando per la prima volta in finale. La sfida mise di fronte Porto e Bayern Monaco, con i tedeschi favoriti dai pronostici anche a causa delle numerose assenze tra i portoghesi (su tutte quella del bomber Fernando Gomes, autore sin lì di 5 gol in coppa e costretto a rinunciare alla finale perché si ruppe una gamba qualche giorno prima della partita). Il Porto, capitanato dal difensore João Pinto (vista l'assenza di Gomes), passò in svantaggio nel primo tempo, ma nel giro di tre minuti, dal 77º all'80º minuto di gioco, segnò con il talento algerino Rabah Madjer (pregevole gol di tacco) e con il subentrato Juary, servito da Madjer. Vincendo per 2-1, la squadra di Jorge si laureò campione d'Europa per la prima volta nella propria storia, riportando il trofeo in Portogallo dopo 25 anni.

### Tri,Tetra,Penta(1988-2001)
Il quindicennio seguente vide il Porto viaggiare su livelli tutto sommato mediocri in campo europeo: la squadra entrò spesso tra le migliori sedici squadre della Coppa dei Campioni, ma senza andare oltre, se si esclude l'annata 1993-1994.
Nella stagione 1987-1988 il Porto del nuovo tecnico Tomislav Ivić vinse la Supercoppa europea contro l'Ajax e la Coppa Intercontinentale contro il Peñarol, diventando la prima squadra portoghese capace di aggiudicarsi le due coppe. A suggello di un'annata memorabile, vinse anche la Coppa di Portogallo e il campionato, esteso a 20 squadre, con il record di gol segnati (88) e il record di punti di distacco sulla seconda (15 punti).

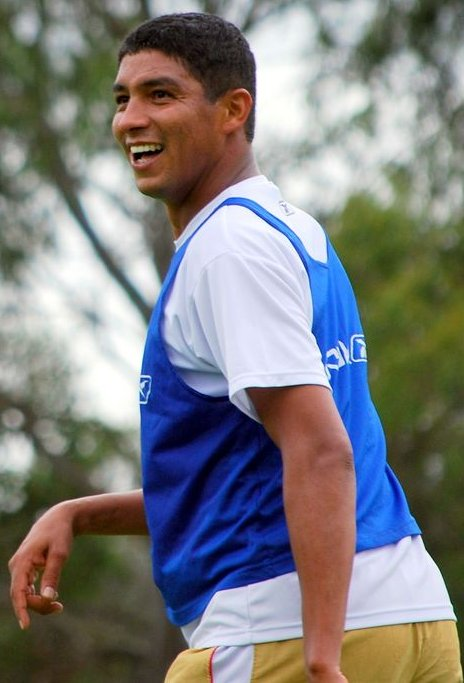
Jardel, al Porto dal 1996 al 2000, si impose come uno dei migliori realizzatori d'Europa. Vinse la Scarpa d'oro nel 1998-1999

Il 1988-1989 fu avaro di soddisfazioni. Pesarono gli infortuni di Madjer e Gomes, all'ultima stagione con il Porto dopo 15 anni di militanza ininterrotta nel club, chiusa con un bilancio di 352 gol segnati in 455 partite. Il rientrante Artur Jorge condusse la squadra alla vittoria del campionato 1989-1990 e alla vittoria della Coppa di Portogallo e della Supercoppa di Portogallo nel 1991. Il successore di Jorge, Carlos Alberto Silva, guidò il Porto a due sofferti successi consecutivi in campionato (1991-1992 e 1992-1993) e qualificò il Porto per la Champions League.
Nella stagione 1993-1994 il Porto del rientrante Ivić vinse la Supercoppa di Portogallo, si piazzò secondo in campionato e raggiunse la semifinale della UEFA Champions League. La sfida, in gara unica, terminò con una pesante sconfitta al Camp Nou contro il Barcellona di Johan Cruijff. Nel corso della stagione sulla panchina della squadra era subentrato l'inglese Bobby Robson, che nel 1994-1995 riportò il titolo nazionale a Porto. La stagione 1994-1995 fu segnata dalla tragica morte, in un incidente d'auto, del ventiseienne centrocampista Rui Filipe, che aveva segnato il primo gol del Porto in campionato e aveva contribuito alla vittoria della Supercoppa di Portogallo del 1994.
I problemi di salute di Robson si fecero più gravi, cosicché l'inglese non poté guidare la squadra nelle prime partite della stagione 1995-1996. Il tecnico tornò in sella verso la fine della stagione e si aggiudicò il titolo nazionale, ottenuto con 11 punti di vantaggio sul Benfica. L'attaccante Domingos Paciência fu il miglior marcatore del campionato, dopo essersi laureato vice-capocannoniere nell'annata precedente.
Nell'estate 1996 Robson passò al Barcellona e il suo posto fu preso da António Oliveira, che guidò il Porto al terzo titolo portoghese consecutivo (fatto mai accaduto prima nella storia del club) con un margine di 13 punti sulla seconda, lo Sporting. Il Porto vinse anche l'ottava Supercoppa di Portogallo travolgendo per 5-0 il Benfica all'Estádio da Luz. La coppia di attaccanti brasiliani Artur-Jardel si rivelò molto prolifica, con il secondo che si laureò capocannoniere del campionato. In UEFA Champions League il Porto fece suo il girone senza subire sconfitte (5 vittorie e un pareggio in 6 partite) e battendo anche il Milan a San Siro (3-2, ribaltando la situazione con due gol nell'ultimo quarto d'ora di partita), ma fu eliminato dal Manchester Utd ai quarti di finale (4-0 e 0-0).
Nel 1997-1998 il Porto si aggiudicò la Primeira Liga per la quarta volta consecutiva (la Tetra), eguagliando il risultato dello Sporting, capace di un'impresa identica negli anni '50. Sconfiggendo lo Sporting Braga nella finale della Taça de Portugal centrò anche il double.
Fernando Santos, che prese il posto di Oliveira per la stagione 1998-1999, condusse il club ad uno storico quinto titolo consecutivo (la Penta), stabilendo un nuovo record per il calcio portoghese; contestualmente Jardel, con 36 gol, si aggiudicò la Scarpa d'oro come miglior marcatore dei campionati europei. Nel 1999-2000 la squadra arrivò seconda in Liga dietro allo Sporting, ma vinse per la decima volta (la seconda consecutiva) la Coppa di Portogallo.
La nomina ad allenatore di Octávio Machado per riportare il Porto alla vittoria del titolo inizialmente parve portare i suoi frutti, dato che la stagione 2000-2001 iniziò con il successo in Supertaça contro il Boavista, ma in campionato la squadra si piazzò terza, peggior piazzamento in vent'anni.

### Gli anni d'oro di Mourinho (2001-2004)

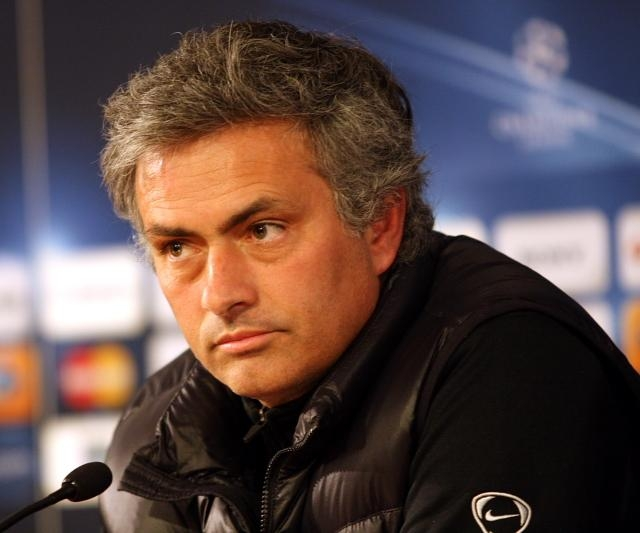
José Mourinho riportò la Coppa dei Campioni/Champions League a Porto a diciassette anni di distanza dall'ultima vittoria in finale

Nel 2001-2002 il Porto fu eliminato dalla Coppa di Portogallo quattro giorni dopo aver perso in trasferta in campionato e Machado fu esonerato dopo 36 giornate di Primeira Liga. Al suo posto arrivò il giovane tecnico José Mourinho, ex allenatore dell'União de Leiria, che dichiarò subito che il Porto avrebbe vinto il campionato l'anno seguente. Nel 2002 la squadra si piazzò terza in Liga, qualificandosi alla Coppa UEFA. Decisivo fu il contributo del sudafricano Benni McCarthy, arrivato in prestito dal Celta Vigo nel mese di gennaio e autore di 12 gol in 11 partite, prima di tornare al Celta alla fine della stagione.
Nel 2002-2003, grazie all'apporto di ottimi giocatori come Vítor Baía, Deco, Ricardo Carvalho, Costinha, Maniche, Paulo Ferreira, Hélder Postiga, Pedro Emanuel, Nuno Valente, Derlei e Jorge Costa (rientrato dopo il prestito semestrale al Charlton) e alla sapiente guida di Mourinho, il Porto vinse il campionato con 86 punti (primato) e 11 punti di vantaggio sul Benfica. Il Porto fu protagonista anche in Coppa UEFA, torneo che vinse battendo in finale a Siviglia il Celtic per 3-2 dopo i tempi supplementari. Mourinho guidò poi la squadra ad uno storico treble vincendo anche la Coppa di Portogallo, ottenuta grazie al successo di misura in finale contro l'União Leiria.
Chiamato ad una sfida più impegnativa, il Porto aprì la stagione 2003-2004 con la vittoria della sua tredicesima Supercoppa di Portogallo (1-0 contro l'União de Leiria), trionfo cui fece seguito la sconfitta contro il Milan nella partita che assegnava la Supercoppa europea allo Stadio Louis II di Montecarlo. In campionato la squadra di Mourinho terminò al primo posto, aggiudicandosi così il suo 19º titolo nazionale, grazie anche ai 20 gol in 23 partite del cannoniere Benni McCarthy, tornato al Porto dopo un anno deludente a Vigo per sostituire Hélder Postiga, ceduto al Tottenham.
In ambito europeo, nonostante un inizio negativo in UEFA Champions League, con un pari esterno contro il Partizan (1-1) e una sconfitta interna per 1-3 contro il Real Madrid, nei successivi impegni il Porto non perse più una partita nel girone di qualificazione, in cui si piazzò secondo con un bilancio di 3 vittorie, 2 pareggi e una sconfitta. Si qualificò così agli ottavi di finale, dove, dopo la vittoria per 2-1 ottenuta in casa all'andata, eliminò il Manchester United con un pareggio all'Old Trafford, segnando il decisivo gol dell'1-1 nei minuti di recupero. Ai quarti ebbe la meglio sul Lione (2-0 in casa e 2-2 allo Stade de Gerland) e in semifinale sul Deportivo La Coruña (0-0 in casa e 1-0 al Riazor), che agli ottavi e ai quarti di finale aveva eliminato rispettivamente Juventus e Milan, le due finaliste della precedente edizione di Champions. In finale la squadra di Mourinho sconfisse per 3-0 all'Arena AufSchalke il Monaco di Deschamps, altra sorpresa della manifestazione, diventando, grazie al secondo trionfo nella manifestazione, la squadra portoghese con più coppe europee vinte. La sconfitta per 2-1 contro il Benfica nella finale della Coppa di Portogallo, disputatasi dieci giorni prima della finale contro il Monaco, impedì al Porto di centrare il triplete.
Alcuni giorni dopo il trionfo di Gelsenkirchen, José Mourinho lasciò il Porto per diventare l'allenatore del Chelsea.

### Delneri, Peseiro e Adriaanse (2004-2006)
Nella stagione 2004-2005 ci furono altri cambi in panchina. In estate fu ingaggiato l'allenatore italiano Luigi Delneri, che fu esonerato ancor prima dall'inizio del campionato. Al suo posto fu chiamato Víctor Fernández, che perse contro il Valencia la finale della Supercoppa europea 2004 e fu sollevato dall'incarico per fare posto a José Peseiro. Il 12 dicembre 2004 il Porto si aggiudicò l'ultima Coppa Intercontinentale della storia (il trofeo fu sostituito l'anno dopo dalla Coppa del mondo per club) sconfiggendo per 8-7 dopo i rigori i colombiani dell'Once Caldas a Yokohama: per il club di Porto si trattò del secondo successo nell'Intercontinentale dopo quello del 1987. Dopo aver occupato per quasi tutta la stagione il terzo posto nella Superliga, la squadra si piazzò infine seconda alle spalle del Benfica. In UEFA Champions League fu eliminata dall'Inter agli ottavi di finale.
Nella stagione 2005-2006 il Porto ingaggiò come allenatore l'olandese Co Adriaanse, reduce da un'ottima stagione con l'AZ Alkmaar. La squadra vinse il campionato portoghese, ma in UEFA Champions League fu estromessa nella fase a gironi.

### Era Jesualdo Ferreira (2006-2010)

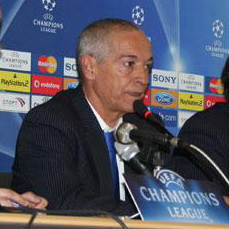
Jesualdo Ferreira allenò il Porto dal 2006 al 2010

All'inizio della stagione 2006-2007, a seguito degli scarsi risultati della squadra nella fase di pre-campionato, Co Adriaanse si dimise e al suo posto fu assunto Jesualdo Ferreira. In seguito il club fu coinvolto in uno scandalo di corruzione detto Apito Dourado ("Fischietto d'oro"), risalente alla stagione 2003-2004. Il presidente del club di Porto, insieme ad altre figure di spicco del calcio portoghese tra cui il presidente della federcalcio, fu accusato di alterare i risultati delle partite offrendo agli arbitri denaro in cambio di direzioni di gara favorevoli. Il pubblico ministero, però, assolse il presidente del Porto perché gli esperti, visionando la partita incriminata, non riscontrarono alcuna prova di un operato compiacente e perché il match indagato era di scarsa importanza. Nell'ultima giornata del campionato 2006-2007 il Porto riuscì comunque a conquistare il suo ventiduesimo titolo nazionale.
Nella stagione 2007-2008 il Porto dominò il campionato portoghese, laureandosi campione con cinque giornate di anticipo, quando la distanza dalla seconda in classifica era di ben 18 punti e stabilendo il record di gol fatti e il minimo di reti subite. Jesualdo Ferreira diventò il primo tecnico di nazionalità portoghese a vincere tre titoli di Superliga consecutivi.
Il successo del Porto non fu compromesso dalla minaccia di una penalizzazione dovuta allo scandalo sopraccitato, minaccia profilatasi dopo l'apertura di un'inchiesta da parte della Commissione disciplinare della Lega portoghese. Alla società di Porto fu contestato il reato di tentata corruzione, con l'eventualità di una penalizzazione di 6 punti in classifica. La penalizzazione di 6 punti fu comminata al club il 9 maggio 2008 e il club vinse il titolo con 14 punti di vantaggio sullo Sporting Lisbona secondo.
In seguito al coinvolgimento del Porto nello scandalo l'UEFA, il 4 giugno 2008, dapprima estromise il Porto dall'edizione successiva della Champions League, per poi riammetterlo momentaneamente in attesa della decisione del Comitato di Controllo e Disciplina, che confermò poi la riammissione.
Nel 2008-2009 il Porto si aggiudicò il titolo portoghese per la quarta stagione consecutiva e con tre giornate di anticipo. In Champions League raggiunse i quarti di finale, dove fu eliminato dai campioni in carica del Manchester United al termine di due partite molto combattute (i portoghesi erano riusciti a pareggiare per 2-2 all'Old Trafford, ma furono sconfitti per 1-0 in casa).
Nel campionato 2009-2010 il Porto si classificò terzo in campionato, mancando l'accesso in Champions League, ma qualificandosi all'Europa League. La squadra lusitana, eliminata dalla Champions League agli ottavi di finale dall'Arsenal (vittorioso per 5-0 in casa dopo la sconfitta per 2-1 subita a Porto), mise comunque in bacheca un trofeo, bissando il successo dell'anno precedente nella coppa nazionale.

### Iltreblecon Villas Boas (2010-2011)

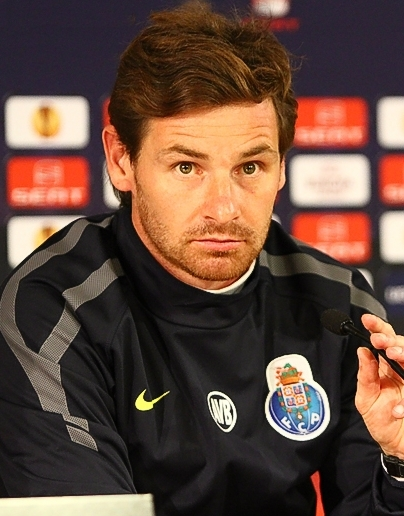
André Villas Boas, alla guida del Porto nel 2010-2011

Per la stagione 2010-2011 il Porto assunse il tecnico André Villas Boas, già assistente per molti anni di Mourinho.
Fu un'annata ricca di soddisfazioni per il club: la stagione si aprì con la conquista della SuperTaça Cândido de Oliveira (la Supercoppa portoghese) con la vittoria per 2-0 sul Benfica; nel campionato nazionale il Porto fu il dominatore incontrastato e chiuse la conquista del titolo (25° della storia) con ben 5 turni d'anticipo il 3 aprile 2011, in seguito alla vittoria fuori casa per 2-1 nello scontro diretto con gli eterni rivali del Benfica. La squadra trionfò anche in Europa League, torneo che vinse battendo nella finale di Dublino, il 18 maggio 2011, i connazionali dello Sporting Braga con il risultato di 1-0. La stagione si concluse con l'ennesimo successo: il 22 maggio 2011 il Porto si aggiudicò la sua ventesima Coppa di Portogallo battendo in finale il Vitória Guimarães per 6-2. Tra i protagonisti dell'ottima annata ci furono João Moutinho, Silvestre Varela e i bomber Radamel Falcao e Hulk.

### I titoli nazionali con Pereira (2011-2013)
Nella stagione 2011-2012, dopo il passaggio di Falcao all'Atlético Madrid e del tecnico Villas Boas al Chelsea, la squadra fu affidata a Vítor Pereira, che cominciò la sua avventura conquistando la Supercoppa nazionale battendo per 2-1 il Vitória Guimarães. Le due reti decisive per la squadra di Porto furono segnate dal difensore Rolando. Persa la Supercoppa europea contro il Barcellona (2-0), la squadra fu eliminata anche in Coppa di Portogallo e nella fase a gironi di Champions League. Retrocessa in Europa League, fu eliminata dal Manchester City ai sedicesimi di finale e vinse poi il titolo portoghese.
Nel campionato 2012-2013 il Porto ridusse le distanze dal Benfica e arrivò alla penultima giornata allo scontro diretto in casa con due punti di svantaggio sui rivali. Vincendo grazie ad un gol messo a segno nei minuti di recupero, passò in testa alla classifica e si confermò campione di Portogallo per la terza volta di fila (la 27ª in totale e la seconda senza subire alcuna sconfitta) in virtù di una vittoria esterna ottenuta all'ultima giornata. In Champions League fu eliminato agli ottavi di finale dal Malaga.

### Digiuno di successi (2013-2017)
A Pereira successe Paulo Fonseca, che nel 2013-2014 portò la squadra di Porto alla vittoria della Supertaça, la supercoppa nazionale. In campionato il Porto si issò in vetta alla classifica con cinque punti di margine sulle rivali, ma una serie di risultati deludenti lo fecero precipitare al terzo posto e condussero all'esonero di Fonseca. In Champions League la squadra fu eliminata dopo la fase a gironi. Retrocessa in Europa League, fu eliminata dal Siviglia, poi vincitrice del torneo, ai quarti di finale. Nelle settimane seguenti subì due sconfitte consecutive in semifinale contro il Benfica, in Coppa di Portogallo e in Coppa di Lega, l'ultima delle quali ai rigori sul terreno di casa. In campionato giunse terzo a 13 punti dalla vetta.

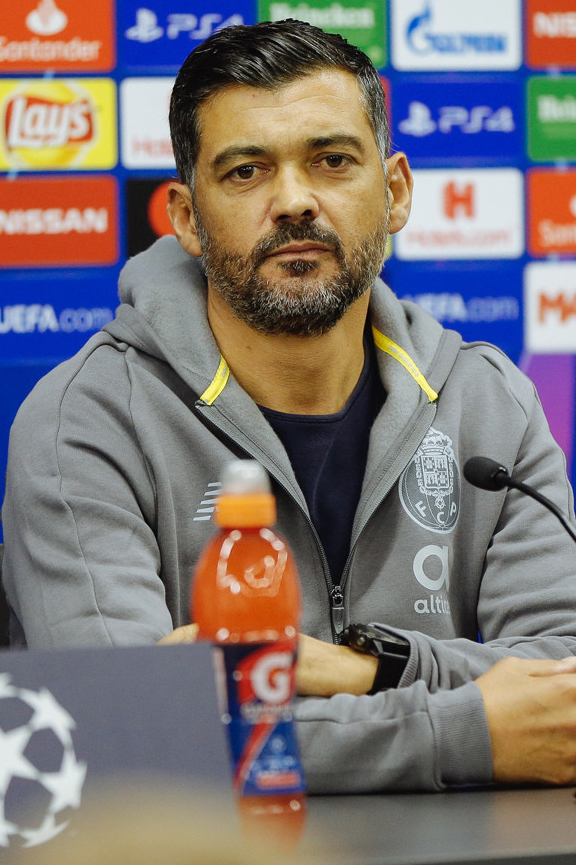
Sérgio Conceição, prima calciatore e poi allenatore del Porto.

Il digiuno di successi proseguì nelle annate a venire. Il Porto di Julen Lopetegui si piazzò secondo nel campionato 2014-2015, ma riuscì a raggiungere i quarti di finale di Champions League dopo 6 anni. I portoghesi si ritrovarono opposti al Bayern Monaco che sconfissero nella gara di andata con il risultato di 3-1, cedendo però nel ritorno con il pesante punteggio di 6-1, eguagliando la peggior sconfitta europea del club (6-1 contro l'AEK Atene nel 1978) e la peggiore sconfitta in Champions League (5-0 contro l'Arsenal nel 2010). Nel 2015-2016 il Porto di José Peseiro, subentrato nel gennaio 2016 a Lopetegui, si piazzò terzo in campionato a 15 punti dalla capolista e, dopo il terzo posto nel girone di Champions League, uscì ai sedicesimi di finale di Europa League contro il Borussia Dortmund.
Nell'estate 2016 Peseiro fu sostituito da Nuno Espírito Santo, che condusse la squadra al secondo posto in campionato e agli ottavi di finale di UEFA Champions League (eliminazione contro la Juventus).

### Era Conceição (2017-2024)
Il Porto ingaggiò dunque Sérgio Conceição, che nel 2017-2018 guidò la squadra alla vittoria del titolo nazionale, giunta con una giornata di anticipo, mentre in UEFA Champions League il Porto uscì agli ottavi, dopo aver perso per 5-0 la gara di ritorno contro il Liverpool (eguagliando così le proprie peggiori sconfitte di sempre in ambito europeo). Nella stagione 2018-2019 la squadra cominciò con la vittoria della Supercoppa del Portogallo (3-1 al Desp. Aves) e alla fine si piazzò seconda in campionato e fu finalista perdente di Coppa di Portogallo e Coppa di Lega, mentre in UEFA Champions League, dopo aver vinto il girone con 16 punti ottenuti sui 18 disponibili, eliminò la Roma agli ottavi di finale, per poi cadere ai quarti contro il Liverpool poi vincitore del trofeo. Un nuovo successo in campionato fu colto nel 2019-2020, stagione in cui il Porto si aggiudicò anche la Coppa di Portogallo e fu finalista in Coppa di Lega. Nel 2020-2021 la squadra vinse la supercoppa nazionale e giunse ai quarti di Champions, mentre nella stagione seguente si aggiudicò per la trentesima volta il campionato, oltre ad un'altra Coppa di Portogallo. Nelle due stagioni seguenti i Dragões vinsero altre due coppe nazionali, un'altra Supercoppa di Portogallo e una Coppa di Lega portoghese. Al termine della stagione 2023-2024 si chiuse il ciclo settennale di Conceição, con un bilancio di undici trofei vinti.

### Presidenza Villas-Boas (2024-)
Nell'aprile 2024 la presidenza del club fu assunta da André Villas-Boas, che, sconfitto Jorge Nuno Pinto da Costa alle elezioni con l'80% dei voti, affidò la panchina a Vitor Bruno, già vice di Conceição. Per la prima volta la polisportiva si dotò di una squadra di calcio femminile. La stagione 2024-25 si apre con la vittoria della Supercoppa di Portogallo, ottenuta contro lo Sporting Lisbona, ma nelle altre competizioni la squadra mostra un rendimento discontinuo, che porta, il 20 gennaio 2025, all'esonero di Bruno. Viene scelto come suo sostituto l'argentino Martin Anselmi, che chiude il campionato al terzo posto, mentre in Europa League viene eliminato agli spareggi per gli ottavi di finale per mano della Roma.

## Strutture

### Stadio

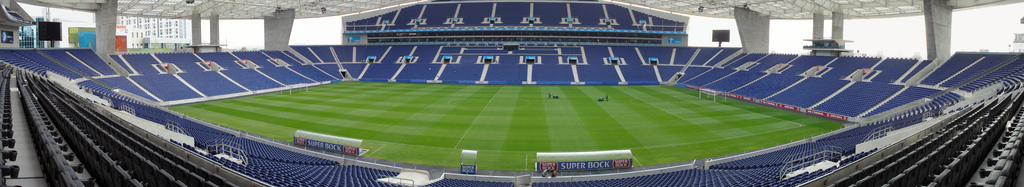
Panoramica dello stadio do Dragão.

Dal 16 novembre 2003 il club disputa le proprie partite casalinghe allo stadio do Dragão, che può contenere 50.033 spettatori. Si trova a breve distanza dal centro storico di Porto e, scendendo alla fermata omonima, può essere raggiunto con le linee A, B, E ed F della Metro do Porto. Ha ospitato cinque incontri del campionato d'Europa 2004, manifestazione per la quale è stato costruito, tra cui una semifinale. È stato anche sede della fase finale della UEFA Nations League 2018-2019 e nel 2021 ha ospitato la finale della UEFA Champions League 2020-2021.
In precedenza il Porto aveva giocato in altri campi: il campo da Rainha, il campo do Ameal tra gli anni 1920 e gli 1930, lo stadio do Lima, il campo da Constituição e, dal 1952, lo stadio das Antas.

## Allenatori
- 1906-1907  Catullo Gadda
- 1907-1922  Adolphe Cassaigne
- 1922-1927  Akös Teszler
- 1927-1928  Alexandre Caldouble
- 1928-1936  József Szabó
- 1936  François Gutkas
- 1936  Ferenc Magyar
- 1936-1937  François Gutkas
- 1937-1942  Mihaly Siska
- 1942-1945  Lippo Hertzka
- 1945-1947  József Szabó
- 1947  Carlos Nunes
- 1947-1948  Eladio Vaschetto
- 1948-1949  Alejandro Scopelli
- 1949-1950  Augusto Silva
- 1950  Francisco Reboredo
- 1950  Anton Vogel
- 1950-1951  Dezső Gencsy
- 1951  Eladio Vaschetto
- 1952  Luis Pasarín
- 1952-1953  Lino Taioli
- 1953-1954  Cândido de Oliveira
- 1954-1955  Fernando Vaz
- 1955-1956  Dorival Yustrich
- 1956-1957  Flávio Costa
- 1957-1958  Dorival Yustrich
- 1958  Otto Bumbel
- 1958-1959  Béla Guttmann
- 1959  Ettore Puricelli
- 1959-1960  Ferdinand Daučík
- 1960  Francisco Reboredo
- 1960-1961  Otto Vieira
- 1961  Francisco Reboredo
- 1961-1962  György Orth
- 1962  Francisco Reboredo
- 1962-1963  Jenő Kalmár
- 1963  Artur Baeta
- 1964-1965  Otto Glória
- 1965-1966  Flávio Costa
- 1966  Virgílio Mendes
- 1966-1969  José Maria Pedroto
- 1969-1970  Elek Schwartz
- 1970-1971  Tommy Docherty
- 1971  Artur Baeta
- 1971-1972  Paulo Amaral
- 1972  António Feliciano
- 1972-1973  Fernando Riera
- 1973  António Feliciano
- 1973-1974  Béla Guttmann
- 1974-1975  Aymoré Moreira
- 1975  Monteiro da Costa
- 1975-1976  Branko Stanković
- 1976-1980  José Maria Pedroto
- 1980-1982  Hermann Stessl
- 1982-1984  José Maria Pedroto
- 1984-1987  Artur Jorge
- 1987-1989  Tomislav Ivić
- 1989-1991  Artur Jorge
- 1991-1993  Carlos Alberto Silva
- 1993-1996  Bobby Robson
- 1996-1998  António Oliveira "Toni"
- 1998-2001  Fernando Santos
- 2001  Octávio Machado
- 2001-2004  José Mourinho
- 2004  Luigi Delneri
- 2004-2005  Víctor Fernández
- 2005  José Couceiro
- 2005-2006  Co Adriaanse
- 2006-2010  Jesualdo Ferreira
- 2010-2011  André Villas-Boas
- 2011-2013  Vítor Pereira
- 2013-2014  Paulo Fonseca
- 2014  Luís Castro
- 2014-2016  Julen Lopetegui
- 2016  José Peseiro
- 2016-2017  Nuno Espírito Santo
- 2017-2024  Sérgio Conceição
- 2024-2025  Vítor Bruno
- 2025  José Fernando Ferreirinha Tavares (ad interim)
- 2025  Martín Anselmi
- 2025-  Francesco Farioli

## Giocatori

### Vincitori di titoli
Campioni d'Europa
- Danilo Pereira (Francia 2016)

Campioni del Sudamerica
- Hélton (Venezuela 2007)
- Álvaro Pereira (Argentina 2011)
- Cristian Rodríguez (Argentina 2011)
- Agustín Marchesín (Brasile 2021)

Vincitori della UEFA Nations League
- Diogo Costa (2024-2025)
- Rodrigo Mora (2024-2025)

## Palmarès

### Competizioni nazionali
- Campionato portoghese: 30

1934-1935, 1938-1939, 1939-1940, 1955-1956, 1958-1959, 1977-1978, 1978-1979, 1984-1985, 1985-1986, 1987-1988, 1989-1990, 1991-1992, 1992-1993, 1994-1995, 1995-1996, 1996-1997, 1997-1998, 1998-1999, 2002-2003, 2003-2004, 2005-2006, 2006-2007, 2007-2008, 2008-2009, 2010-2011, 2011-2012, 2012-2013, 2017-2018, 2019-2020, 2021-2022
- Coppa del Portogallo: 20

1955-1956, 1957-1958, 1967-1968, 1976-1977, 1983-1984, 1987-1988, 1990-1991, 1993-1994, 1997-1998, 1999-2000, 2000-2001, 2002-2003, 2005-2006, 2008-2009, 2009-2010, 2010-2011, 2019-2020, 2021-2022, 2022-2023, 2023-2024
- Supercoppa di Portogallo: 24  (record)

1981, 1983, 1984, 1986, 1990, 1991, 1993, 1994, 1996, 1998, 1999, 2001, 2003, 2004, 2006, 2009, 2010, 2011, 2012, 2013, 2018, 2020, 2022, 2024
- Coppa di Lega portoghese: 1

2022-2023
- Campeonato de Portugal: 4  (record condiviso con lo Sporting)

1922, 1925, 1932, 1937

### Competizioni internazionali
- Coppa Intercontinentale: 2  (record portoghese)

1987, 2004
- Coppa dei Campioni/UEFA Champions League: 2  (record portoghese ex aequo con il Benfica)

1986-1987, 2003-2004
- Coppa UEFA/Europa League: 2  (record portoghese)

2002-2003, 2010-2011
- Supercoppa UEFA: 1  (record portoghese)

1987

### Competizioni giovanili
- Blue Stars/FIFA Youth Cup: 1  (record portoghese condiviso con il Benfica)

2011
- UEFA Youth League: 1  (record portoghese condiviso con il Benfica)

2018-2019
- Torneo Internazionale Under-19 Bellinzona: 2

1993, 2005

## Statistiche e record

### Partecipazione ai campionati e ai tornei internazionali

#### Campionati nazionali
Dalla stagione 1934-1935 alla 2024-2025 il club ha ottenuto le seguenti partecipazioni ai campionati nazionali:
| Livello | Categoria     | Partecipazioni | Debutto   | Ultima stagione | Totale |
| ------- | ------------- | -------------- | --------- | --------------- | ------ |
| 1º      | Primeira Liga | 91             | 1934-1935 | 2024-2025       | 91     |

#### Tornei internazionali
Alla stagione 2024-2025 il club ha ottenuto le seguenti partecipazioni ai tornei internazionali:
| Categoria                                | Partecipazioni | Debutto   | Ultima stagione |
| ---------------------------------------- | -------------- | --------- | --------------- |
| Coppa dei Campioni/UEFA Champions League | 38             | 1956-1957 | 2023-2024       |
| Coppa Intercontinentale                  | 2              | 1987      | 2004            |
| Coppa delle Coppe                        | 8              | 1964-1965 | 1994-1995       |
| Supercoppa UEFA                          | 4              | 1987      | 2011            |
| Coppa UEFA/UEFA Europa League            | 17             | 1971-1972 | 2024-2025       |

### Statistiche individuali
Il giocatore con più presenze nelle competizioni europee è Vítor Baía a quota 99, mentre il miglior marcatore è Radamel Falcao con 22 gol.

### Statistiche di squadra
Tra l'8 gennaio 1994 e il 15 aprile 1996 il Porto non ha mai perso le partite di campionato giocate in casa. Questo record è stato infranto a causa della sconfitta subita contro il Vitória Guimarães per 2-3. La squadra ha mantenuto una lunga imbattibilità casalinga in campionato anche nei periodi tra il 6 aprile del 1997 e il 26 settembre del 1998 (serie interrotta contro il Boavista 0-2), tra il 31 ottobre 1998 e il 13 ottobre 2001 (serie interrotta contro il Belenenses 1-2), tra il 15 settembre 2002 e l'8 novembre 2004 (serie interrotta contro il Boavista 0-1), tra il 29 ottobre del 2005 e il 17 dicembre del 2006 (serie interrotta contro l'Estrela Amadora 0-1), tra il 6 aprile del 2007 e il 20 aprile del 2008 (serie interrotta contro il Nacional 0-3), e dal 15 novembre 2008 al 25 febbraio 2014 (serie interrotta dall'Estoril Praia 0-1). Il Porto ha vinto almeno un trofeo per venticinque stagioni consecutive (dal 1989-90 al 2013-14), record per il calcio portoghese ed europeo.
A livello internazionale la miglior vittoria è per 9-0, ottenuta contro il Rabat Ajax nel primo turno della Coppa dei Campioni 1986-1987, mentre la peggior sconfitta è per 6-1, subita in due occasioni: contro l'AEK Atene nel primo turno della Coppa dei Campioni 1978-1979 e contro il Bayern Monaco nei quarti della UEFA Champions League 2014-2015.

## Organico

### Rosa 2025-2026
| N. |                       | Ruolo | Calciatore        |
| -- | --------------------- | ----- | ----------------- |
| 3  | Portogallo (bandiera) | D     | Zé Pedro          |
| 5  | Polonia (bandiera)    | D     | Jan Bednarek      |
| 6  | Canada (bandiera)     | C     | Stephen Eustáquio |
| 7  | Brasile (bandiera)    | A     | William Gomes     |
| 8  | Danimarca (bandiera)  | C     | Victor Froholdt   |
| 9  | Spagna (bandiera)     | A     | Samu Aghehowa     |
| 10 | Spagna (bandiera)     | C     | Gabri Veiga       |
| 11 | Brasile (bandiera)    | A     | Pepê              |
| 12 | Nigeria (bandiera)    | D     | Zaidu Sanusi      |
| 14 | Portogallo (bandiera) | P     | Cláudio Ramos     |
| 15 | Portogallo (bandiera) | C     | Vasco Sousa       |
| 16 | Serbia (bandiera)     | C     | Marko Grujić      |
| 17 | Spagna (bandiera)     | A     | Borja Sainz       |
| 18 | Argentina (bandiera)  | D     | Nehuén Pérez      |

| N. |                        | Ruolo | Calciatore             |
| -- | ---------------------- | ----- | ---------------------- |
| 20 | Portogallo (bandiera)  | D     | Alberto Costa          |
| 21 | Croazia (bandiera)     | D     | Dominik Prpić          |
| 22 | Argentina (bandiera)   | C     | Alan Varela            |
| 24 | Portogallo (bandiera)  | P     | João Costa             |
| 25 | Argentina (bandiera)   | C     | Tomás Pérez            |
| 26 | Paesi Bassi (bandiera) | A     | Luuk de Jong           |
| 27 | Turchia (bandiera)     | A     | Deniz Gül              |
| 51 | Portogallo (bandiera)  | P     | Diogo Fernandes        |
| 52 | Portogallo (bandiera)  | D     | Martim Fernandes       |
| 74 | Portogallo (bandiera)  | D     | Francisco Moura        |
| 77 | Spagna (bandiera)      | A     | Iván Jaime             |
| 86 | Portogallo (bandiera)  | C     | Rodrigo Mora           |
| 99 | Portogallo (bandiera)  | P     | Diogo Costa (capitano) |

### Staff tecnico
| Allenatore:               | Francesco Farioli    |
| Vice allenatore:          | Nuno Piloto          |
| Vice allenatore:          | Vítor Gouveia        |
| Preparatore dei portieri: | Diogo Almeida        |
| Preparatore dei portieri: | Luís Miguel Ferreira |

## Polisportiva
Il Porto è una società di successo anche in altri sport: le squadre di pallamano e di pallacanestro competono ogni anno per il titolo nazionale e la sezione hockey è tra le migliori in questo sport. Presto sarà completata la nuova arena, che sorgerà vicino allo stadio. Negli anni passati i terreni di gioco non professionistici erano disseminati per le città del Portogallo nord-occidentale (come Gondomar ed Espinho).
Il club possiede alcuni punti vendita chiamati Loja Azul (Store Blu) e disseminati per Porto, tra cui due del fornitore ufficiale, la Nike. Dal 1994 durante il precampionato è organizzata un'iniziativa di merchandising chiamata Portomania, in occasione della quale nasce ogni anno una rivista di 60 pagine completamente a colori intitolata Dragões (Draghi). Si tratta di una delle più vecchie pubblicazioni legate ad un club in Europa, visto che esiste dai primi anni ottanta.
Il Porto ha vinto complessivamente 38 titoli internazionali:
- 14 nel calcio:
  - 2 Coppe dei Campioni (1987, 2004)
  - 2 Coppa UEFA/Europa League (2003, 2011)
  - 2 Coppe Intercontinentali (1987, 2004)
  - 1 Supercoppa Europea (1987)
  - 1 Coppa Iberica (1935)
  - 1 Coppa dei Campioni sub-14 (1994)
  - 2 Coppe Iberica di calcio di plaga (2008, 2009)
  - 1 Blue Stars/FIFA Youth Cup (2011)
  - 1 UEFA Youth League (2019)
  - 2 Torneo Internazionale Under-19 Bellinzona (1993, 2005)
- 11 nell'hockey:
  - 3 Coppe dei Campioni (1986, 1990, 2023)
  - 2 Coppe del Coppes (1982, 1983)
  - 2 Coppa CERS/Coppa WSE (1994, 1996)
  - 2 Supercoppa/Coppa Continentale (1986, 2023)
  - 1 Coppa Intercontinentale (2021)
  - 1 coppe Europea Billard (1998)
- 3 nell'biliardo:
  - 3 CEB Coppa Europa/Club Squadra (2017, 2022, 2023)
- 10 nell'atletica (Coppa Europea di Atletica)